# The Model of Lifestyle Balance
The Model of Lifestyle Balance är en arbetsterapimodell som bygger på tvärvetenskaplig forskning om fysiologiska och psykologiska attribut vilka anses viktiga för välbefinnandet. Modellens inställning till konceptualisering av livsstilsbalans är baserad på hur konfigurationer av vardagsmönster i aktivitet tillgodoser grundläggande mänskliga behov. Människors lika behov och strävan efter tillfredsställelse kan tillgodoses genom olika aktiviteter vilket är individuellt för alla. The Model of Lifestyle Balance tillåter variation i aktiviteter baserat på olika individers skillnader samt hur kulturen och miljön påverkar dem. Balans tolkas i modellen som i vilken utsträckning en individs unika mönster av aktivitet uppfyller vårt välbefinnande och vår livskvalité. Fokus ligger på aktivitetsmönster och kombinationen av det upplevda och faktiska tillståndet av balans, med detta menas vad människor faktiskt gör i förhållande till vad de vill göra.
The Model of Lifestyle Balance föreslår ett dynamiskt samspel mellan miljön och vardagliga mönster av aktivitet, med varierande grad av tillfredsställelse och hållbarhet i hur dessa aktivitetsmönster uppfyller behov och är kongruenta med människors värderingar över tid. Modellen definierar en balanserad livsstil som ett tillfredsställande mönster av dagliga aktiviteter som är hälsosamma, meningsfulla och hållbara till individens livssituation.
Modellen innefattar fem dimensioner som har med behovsrelaterade aspekter att göra, såsom att livsstilsmönster måste bestå av aktiviteter som gör det möjligt för människor att:
1. Uppfylla grundläggande behov som krävs för att bibehålla god hälsa och fysisk säkerhet
2. Ha givande och självbejakande relationer med andra
3. Känna sig engagerade, utmanande och kompetent
4. Skapa mening och en positiv personlig identitet
5. Organisera sin tid och energi på ett sätt som gör det möjligt för dem att uppfylla viktiga personliga mål.

Desto mer vi människor engagerar oss konsekvent i de aktiviteter som behandlar dessa ovanstående dimensioner, ju mer kommer vi uppfatta våra liv som tillfredsställande, mindre stressande, mer meningsfulla samt mer balanserade.

## Miljön och personliga faktorer
The Model of Lifestyle Balance medger att livet är dynamiskt och att den ekonomiska, sociala, politiska, fysiska och kulturella miljön har en djupgående effekt på människors deltagande i dagliga aktiviteter. Samspelet mellan människa och miljö är dynamiskt, en människas närvaro och agerande påverkar miljön samtidigt som miljön påverkar de känslor och åtgärder som finns hos oss människor.
Idealiska förhållanden ger precis rätt nivåer av stimulans, utmaning och stöd för att framkalla känslor av kompetens, bekvämlighet, stöd, tillväxt och uppfyllda behov. Beroende på människors omständigheter har vissa personer inte möjlighet att delta regelbundet i vissa aktiviteter som anses nödvändiga för en balanserad livsstil. Begrepp som aktivitetsberövande (occupational deprivation), utanförskap (alienation) och störningar (disruption) har använts för att beskriva situationer när människor inte kan engagera sig och delta i dagliga aktiviteter som främjar hälsa, välbefinnande och livskvalitet på grund av miljörestriktioner.
Tillfredsställelsen i de fem dimensionerna i modellen varierar i en given tidsram. Över livets gång kan våra aktivitetsmönster förändras, om obalans uppstår krävs justeringar och anpassningar för att vi ska återfå ett balanserat liv. Balans eller obalans är relaterade till upplevd tillfredsställelse i vart och ett av de fem aktivitetsområdena. Tillfredsställelsen och hållbarheten i våra aktivitetsmönster är starkt påverkad av miljöns förmåga att begränsa och möjliggöra.